# Tongaische Sprache
Die tongaische Sprache (tongaisch lea faka-Tonga) gehört zu den polynesischen Sprachen, die ein Zweig der austronesischen Sprachen sind.
Sie wird von den Tongaern gesprochen und ist Amtssprache in Tonga.

## Stellung innerhalb des Polynesischen
Unter den polynesischen Sprachen verdient das Tongaische eine besondere Beachtung. Tonga liegt im melanesisch-polynesischen Grenzgebiet. Dies führt dazu, dass das Tongaische sich in einigen Punkten lautlicher und syntaktischer Art von den anderen polynesischen Sprachen unterscheidet und sich der Sprache der Fidschi nähert. Diese Annäherung an Fidschi geht über die weitgehende Übereinstimmung zwischen dieser Sprache und dem Polynesischen hinaus und erklärt sich aus späteren Einwirkungen des Tongaischen auf Fidschi. Eine derartige Beeinflussung liegt sicher vor, genügt aber noch nicht zur Erklärung älterer Sprachformen, die sich übereinstimmend in beiden Sprachen finden.
Das Tongaische ist auch noch aus einem anderen Grund für die Entwicklungsgeschichte Polynesiens von Belang. Die Tongaer betrieben eine rege Kolonialpolitik, in deren Zuge die umliegenden Inseln besiedelt wurden. Daraus erklärt sich auch die große Übereinstimmung der Sprachen von Tonga und Uvéa (Wallis). Von Uvea wiederum wurde die Insel gleichen Namens in Melanesien bevölkert. Das Tongaische gehört zu der ältesten feststellbaren Entwicklungsschicht des Polynesischen. Eine besondere Eigentümlichkeit des Tongaischen ist die Voranstellung eines h in mehreren Wörtern, denen in den übrigen polynesischen Sprachen die Entsprechung s bzw. h fehlt, was auf eine frühere Nasalverbindung zurückzuführen ist.
| Deutsch   | Tongaisch | Uvea | Niueanisch | Futuna    |
| --------- | --------- | ---- | ---------- | --------- |
| hinauf    | hake      | ake  |            | ake, sake |
| hinunter  | hifo      | ifo  | hifo       |           |
| neun      | hiva      | hiva |            | iva       |
| wie viel? | fiha      |      | fiha       | fia       |
| Meer      | tahi      | tai  |            | tahi      |
| schlafen  | mohe      | moe  | mohe       | moe       |

Niueanisch hat wie das Tongaische den bestimmten Artikel he. Dagegen fehlt dem Uvea, das im Wortschatz  fast ganz mit dem Tongaischen übereinstimmt, sowohl das erwähnte h als auch die Entsprechung für ein ursprüngliches indonesisches h. Als Artikel besitzt Uvea te. In all diesen Punkten stimmt die Sprache von Niue mit Uvea überein.

## Sprachentwicklung
Auch nach dem Eintreffen des ersten Europäers, des Holländers Jakob Le Maire im Jahr 1616, konnte Tonga durch geschicktes Taktieren seine Unabhängigkeit bis zum heutigen Tage bewahren, lediglich 1900 bis 1970 befand es sich unter britischem Protektorat. Heute hat Tonga eine konstitutionelle Monarchie nach britischem Vorbild.
In all dieser Zeit konnte die tongaische Kultur ihre Identität behalten, in der modernen Sprache jedoch fanden sich fremde Einflüsse, z. B. durch das Englische, wieder.
Dies zeigt sich am Beispiel eines mythologischen Textes, der in der jüngeren Zeit geschrieben wurde:
koe taimi nae ogomai ae fefine ?
zu jener Zeit hörte man von einer Frau? (taimi = engl. time)